# Vicende urbanistiche di Brindisi

## L'Antichità

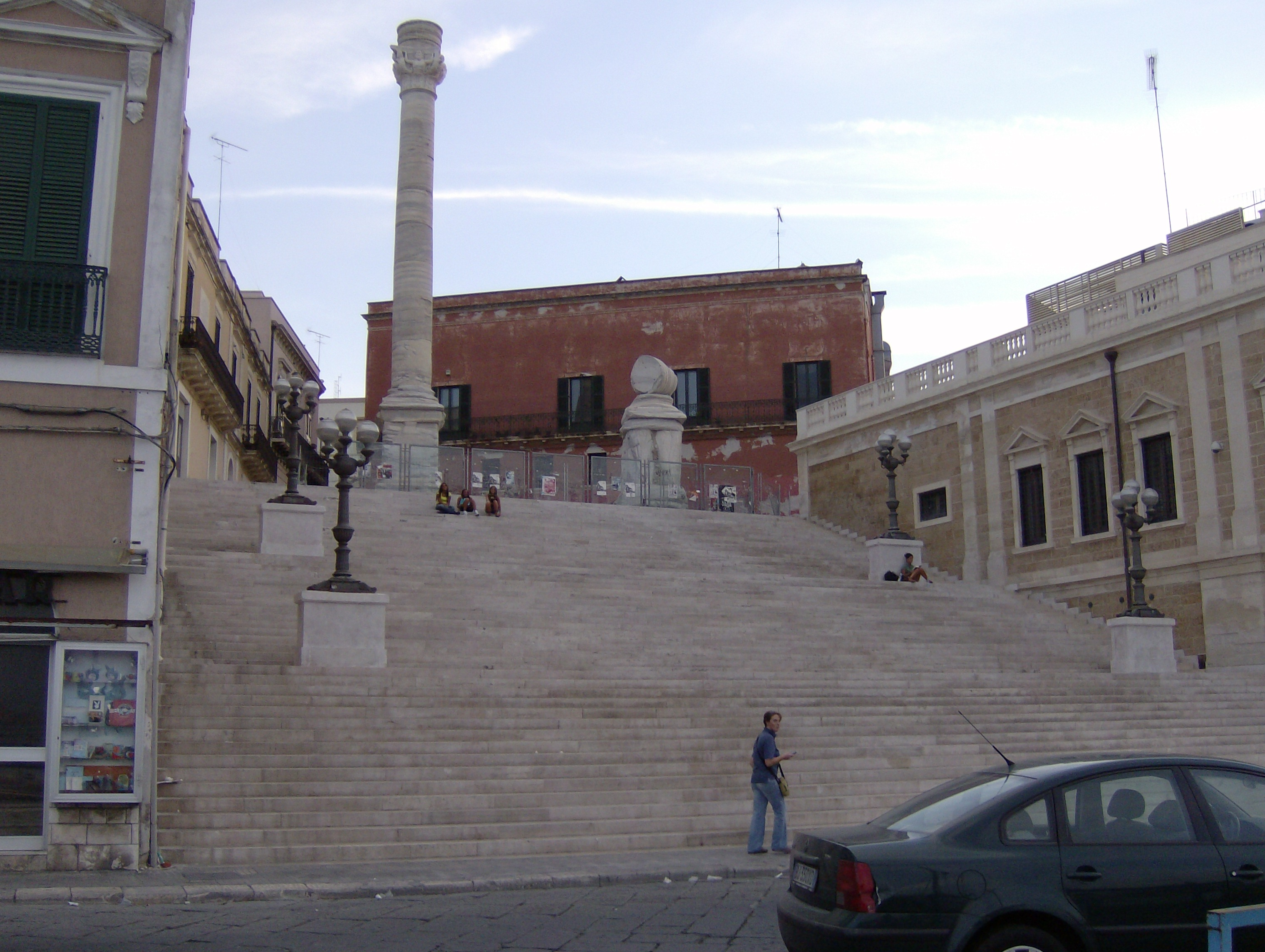
Le due colonne romane, in faccia al porto di Brindisi

I più antichi segni di antropizzazione nel territorio di Brindisi sono stati riscontrati a Punta Le Terrare, un'area costiera esterna al porto. Il primo insediamento umano nel contesto urbano attuale è invece da far risalire all'arrivo di popolazioni messapiche che dovettero occupare stabilmente la collinetta che si affaccia sul seno di ponente del porto interno, (VIII secolo a.C.). Nel corso del VI sec. la città venne difesa da mura che seguivano il percorso delle attuali via Armengol, via Fornari, via Casimiro e la banchina del porto: i tratti di mura in via Camassa e corte Capozziello solo ipoteticamente appartengono a questo periodo. Due o più zone necropolari, testimoniate da ritrovamenti archeologici casuali più che da scavi sistematici, erano all'esterno di questo circuito di mura; non è escluso che un circuito più ampio racchiudesse una area molto più vasta, come si riscontra in altre importanti città messapiche. Dell'impianto urbanistico della città messapica e di altre emergenze (la presunta agorà, i templi, le porte) non è consentito fare ulteriori accenni per la mancanza di riscontri certi.
Dopo che a Brindisi fu dedotta una colonia romana (244 a.C.), la città conobbe una espansione urbanistica notevole per lo sviluppo economico e sociale che ne conseguì. Secondo Plinio il Vecchio, Brindisi era una delle prime città italiane (Brundisium ... in primis Italiae portu nobile). Le tracce della civiltà romana a Brindisi sono tuttavia scarse e affidate essenzialmente a pochi resti: il foro, individuato nell'attuale piazza Mercato, ha restituito epigrafi e statue; dell'acquedotto rimangono solo le vasche limarie; sono stati trovati resti di edifici in via Casimiro e soprattutto nell'insula romana del quartiere di San Pietro degli Schiavoni (oggi sotto il Nuovo Teatro Verdi) con tratti di strada basolata, edifici diversi e terme. Dione Cassio ci testimonia che Augusto fece costruire a Brindisi un arco onorario per la vittoria di Azio, e la tradizione parla ripetutamente di un tempio dedicato al Sole e alla Luna (Apollo e Diana) e di un anfiteatro, monumenti dei quali non vi è però traccia.
Si ritiene che al periodo romano risalga il tracciamento, sull'altura che domina il seno di levante, della lunga e diritta via Lata , mediante la quale sarebbe stato dato l'avvio all'edificazione in questa porzione di città. Certamente si impiantarono anche ville appartenenti ai cittadini di ceti più elevati, probabilmente nel suburbio, come quella di Lenio Flacco che ospitò per lungo tempo Cicerone.
Le necropoli romane erano fuori delle mura: in direzione extraurbana Nord (località l'Osanna e Cappuccini), sono stati fatti ritrovamenti e poi effettuati scavi sistematici che hanno riportato alla luce numerose tombe; anche in direzione Sud (zona dell'attuale Cimitero), proseguimento della Via Traiana verso Otranto, doveva estendersi una necropoli.
Le cosiddette Colonne romane, il monumento più singolare ed emblematico di Brindisi, potrebbero appartenere al periodo romano, anche se la tipologia e altri aspetti formali rimanderebbero ai secoli successivi.

## Il Medioevo
Dopo secoli di relativa pace, sicurezza e benessere, con la fine dell'Impero Romano, Brindisi subì un forte declino e fu devastata dai Goti (VI secolo). Procopio la descrive come una piccola città senza mura difensive: l'abitato si restrinse in un ambito più piccolo, probabilmente attorno al tempio di San Leucio, fuori dal centro antico. Il porto fu abbandonato per alcuni secoli, la cittadinanza si ridusse e come sede episcopale fu preferita la più munita Oria.
Seguirono altre devastazioni dell'abitato ad opera dei Longobardi (670 circa), dei Saraceni (838) e di Ludovico II (868). Dal 963 in poi ritornò in possesso dei Greci ai quali è da attribuire un tentativo, sia pure parziale, di riedificare la città, come testimonia l'iscrizione di Lupo Protospata sulla base della colonna. Di certo la città fu un obiettivo molto ambito nel corso dell'XI secolo, conteso strenuamente per decenni tra Normanni e Bizantini, segno che non si trattava più di un abitato di secondaria importanza. La compiuta ricostruzione di Brindisi comunque avvenne proprio durante la dominazione normanna e si completò in periodo svevo: mentre Brindisi diventava lo scalo privilegiato per le Crociate e per tutti i traffici con l'Oriente, si costruirono la nuova Cattedrale in piazza Duomo (1089-1144), la chiesa di San Benedetto (1080), il tempio di San Giovanni al Sepolcro (XI-XII secolo), la magnifica Domus Margariti (fine XII secolo), la Fontana Tancredi (1193), la zecca (da Enrico VI), il castello di terra (1227), le nuove mura con la porta Mesagne (XIII secolo), la chiesa del Cristo (1230), l'arsenale, la chiesa della SS. Trinità (1240 circa), il palazzo episcopale con il cosiddetto Portico dei Templari.
La banchina del porto doveva essere senza dubbio la zona con la maggiore concentrazione di attività; ma la strada principale della Brindisi medievale era la "rua maestra" (le attuali via Consiglio, piazza Sedile, via Fornari, largo Angeli e via Carmine), sulla quale si affacciavano i più importanti edifici privati cittadini. La città era divisa in tre rioni o "pittachi": Santo Stefano, nelle vicinanze delle colonne, Sant'Eufemia nella zona di Santa Teresa e San Toma nella zona di Santa Lucia.
In questo periodo a Brindisi c'erano mercanti veneziani, fiorentini, pisani, genovesi, amalfitani e ravellesi; i Pisani, in particolare, avevano magazzini nella località che da loro fu detta Tor Pisana. Brindisi fu scelta come sede anche dagli ordini militari dei Templari e dei Gerosolimitani, che vi impiantarono ospedali e luoghi di culto.
Con gli Angioini, la città mantenne solo per poco tempo il benessere precedente. I sovrani favorirono l'insediamento degli ordini mendicanti, sostenendo la costruzione di un convento francescano a San Paolo (1284) e di uno domenicano a Santa Maria Maddalena (fine del XIII secolo), mentre la chiesa di Santa Maria del Casale (1300) veniva eretta per un voto fatto da Filippo I d'Angiò. A questo periodo è da ascrivere anche la cosiddetta Loggia Balsamo (XIV secolo). Se il passaggio della peste del 1348 e le seguenti discordie cittadine furono devastanti per Brindisi, il fatto che portò al collasso la città fu l'inopportuna ostruzione del canale di accesso al porto interno per volere di Giovanni Antonio Orsini Del Balzo, che temeva un attacco dal mare da parte dei veneziani (1446): il conseguente impaludamento delle acque spopolò Brindisi.
Il nuovo sovrano, l'aragonese Ferdinando I, concesse agevolazioni e franchigie a coloro che accettarono di trasferirsi a Brindisi: arrivarono così greci, albanesi e schiavoni. La città fu nuovamente fortificata: l'isola di Sant'Andrea ospitò il castello di mare (1481), il castello svevo fu circondato da un poderoso antemurale (1483), le mura furono rinforzate con bastioni e venne edificata la Porta Reale sul porto.

## L'età moderna

Veduta del Monumento

Sotto gli Spagnoli, Brindisi era considerata una città di frontiera da difendere, l'avamposto dei Cristiani contro i Turchi. Fortificare Brindisi significava proteggere il Regno: i maggiori sforzi pertanto erano rivolti ancora intorno al castello dell'isola che fu ingrandito con il Forte a Mare, mentre nuovi baluardi venivano aggiunti alle mura.
La città contava allora poche migliaia di abitanti e ampi spazi inedificati si estendevano all'interno delle mura. Poche le emergenze architettoniche, e tra queste i palazzi Granafei e Ripa, in uno stile rinascimentale piuttosto provinciale. I luoghi notevoli rimanevano quelli attorno al polo religioso di piazza Duomo, al quale si affiancavano il polo civico di piazza Sedile (attuale piazza del Municipio) e il polo commerciale delle contigue piazza dei nobili e piazza della plebe (attuale piazza Vittoria); nel 1619 il governatore spagnolo Pedro Aloysio de Torres ordinò che fosse condotta all'interno del centro abitato l'acqua dell'antico acquedotto e fece costruire tre fontane, addebitandone la spesa ai cittadini in proporzione alle possibilità di ciascuno; una di queste fontane trovò collazione nella piazza del mercato e reca ancora il nome del governatore.
Alla iniziativa di san Lorenzo da Brindisi si deve invece il nuovo monastero per le clarisse brindisine e l'erezione della chiesa di Santa Maria degli Angeli (1617), che inaugura la stagione del poco significativo barocco locale: anche le altre testimonianze architettoniche del secolo, la chiesa delle Anime (1670) e la chiesa di Santa Teresa (fine del XVII secolo), sono decisamente meno interessanti delle chiese coeve degli altri centri della provincia.
Re Ferdinando IV di Napoli prese a cuore le sorti del porto di Brindisi e incaricò l'ingegnere idraulico Andrea Pigonati di bonificare le paduli che ammorbavano l'aria della città. Nel 1775 venne ripristinato il canale di accesso al porto interno e ridotte le paludi dei seni del porto; successivamente venne coperto il canale della Mena, creando la strada Carolina (in onore della sovrana) che poi sarebbe stato prolungato e denominato Corso Garibaldi.
Nel corso dell'Ottocento si impiantò una nuova definizione urbanistica della città, che venne disegnata geometricamente proprio sull'asse del nuovo Corso (un rettifilo alberato di circa un chilometro): la stazione ferroviaria faceva da prospetto all'altro corso (Umberto I) che venne tracciato a partire dal precedente, creando così quella Y di percorsi che caratterizzano il Piano regolatore di fine Ottocento sul quale si è sviluppata la Brindisi moderna, sovrapposta a quella antica.
Il passaggio della Valigia delle Indie, la linea che univa Londra a Calcutta, contribuì a svecchiare la città con la costruzione di altre infrastrutture notevoli (la nuova banchina di attracco, l'Albergo delle Indie, il Teatro Verdi, i palazzi del Banco di Napoli, delle Poste e della Banca d'Italia) a cui fecero seguito edifici scolastici e qualche esperienza liberty di privati cittadini.
Le mura aragonesi dalla parte di mare furono demolite, e la zona riqualificata con i Giardini Vittorio Emanuele e la costruzione dell'imponente Capitaneria di Porto.
Il ventennio fascista fece Brindisi capoluogo di provincia e volle rinverdire i fasti di un passato glorioso con interventi anche retorici: il Monumento al Marinaio d'Italia (1934), lo sventramento del popolare quartiere delle Sciabiche per dare spazio alla Fontana del duce e al Monumento ai caduti. Non mancarono scelte interessanti, come la costruzione del Collegio Navale, di pura architettura razionalista.

## La città contemporanea
Nel dopoguerra però non fu posto un termine alla stagione degli sventramenti e delle demolizioni che caratterizzarono invece ancora quasi tutta la seconda metà del XX secolo: fu proseguito e completato l'abbattimento delle case dei pescatori alle Sciabiche; fu demolita la settecentesca Torre dell'Orologio, simbolo del campanilismo civico; il nuovo Municipio fu costruito a spese di un palazzetto sorto sopra un convento medievale dei Domenicani; interi isolati della città antica venivano rasi al suolo per fare spazio alla nuova sede del Tribunale; poi un nuovo progetto sostituì al tribunale un teatro sospeso sopra gli scavi archeologici, ma nel frattempo si era distrutto il vecchio e glorioso teatro Verdi per dare fiato alla speculazione edilizia.
Nel frattempo la città si espandeva oltre le mura del centro storico costituendo nuovi quartieri periferici: Commenda, Cappuccini, Sant'Angelo (negli anni 1950-1970) e poi Santa Chiara, Sant'Elia, Bozzano (anni 1980-2000). Un discorso a parte meriterebbe l'agglomerato del Casale, zona residenziale lentamente cresciuta nel corso del XX secolo con criteri vicini alla città-giardino, seppure con caratteri molto provinciali.
Una nuova concezione urbanistica, per quanto tardiva, consentì di programmare gli insediamenti di maggiore impatto architettonico fuori dal centro storico, come i nuovi edifici scolastici, il Palazzo di Giustizia, Nuovo Ospedale Perrino. Molto attardata rimane una sensibilità diffusa per il recupero delle unità abitative residenziali del centro storico, pur non dovendosi registrare particolari condizioni di degrado urbanistico e sociale.